# Route I/54 (Slovaquie)
Pour les articles homonymes, voir I54 et Route 54.
La I/54 (en slovaque : cesta I. triedy 54) est une route slovaque de première catégorie reliant la frontière tchèque à Nové Mesto nad Váhom. Elle mesure 15,7 km.

## Tracé
- République tchèque 54
- Région de Trenčín
  - Moravské Lieskové
  - Nové Mesto nad Váhom